# Petalichthys capensis
Petalichthys capensis är en fiskart som beskrevs av Regan, 1904. Petalichthys capensis ingår i släktet Petalichthys och familjen näbbgäddefiskar. Inga underarter finns listade i Catalogue of Life.